# Газетная утка

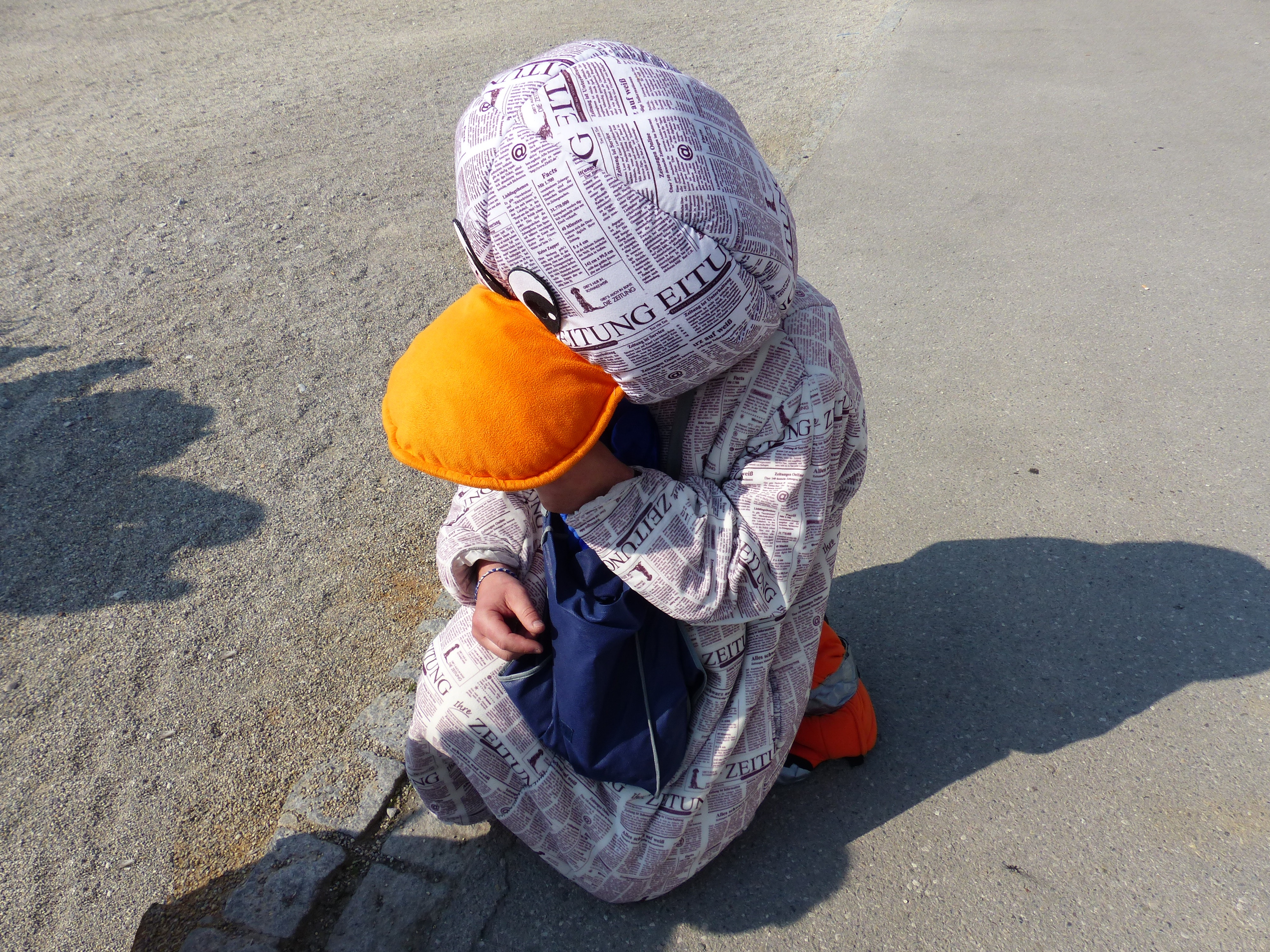
Образ газетной утки в виде ростовой куклы

Газе́тная у́тка — непроверенная или преднамеренно ложная информация, опубликованная в СМИ с корыстной или иной целью.
Это интернациональное выражение, в большинстве языков лживую информацию в СМИ называют «газетной уткой». Термин употребляли такие официальные лица, как, например, руководитель Гостелерадио СССР Леонид Кравченко:
Евгений Додолев запускал обо мне такие «утки», что мне приходилось объясняться в прямом эфире.
По ряду социальных и политических причин в современном мире выражение «газетная утка» было вытеснено более актуальным понятием «фейки».

## Теории о происхождении термина

### Статья об утках-убийцах
Происхождение выражения связывают с бельгийцем Робертом Корнелиссеном, который в 1815 году вздумал испытать степень легковерности публики и опубликовал в одном из журналов заметку о прожорливости уток. В ней он описал, как одна утка съела девятнадцать своих сородичей, предварительно порубленных на кусочки. После выхода в свет этой истории все только и говорили о невероятном феномене. Однако через некоторое время автор всё-таки рассказал о своём розыгрыше. С тех пор любую недостоверную информацию, появившуюся в печати, принято называть газетной уткой.

### N.T.
От лат. non testatum или англ. not testified — раньше в некоторых английских газетах статьи без достоверных источников помечались буквами «N.T.», что читалось в Германии по правилам немецкого языка как «эн-тэ», созвучно с нем. Ente — «утка».

### Синие утки
По теории братьев Гримм, в одной из своих речей Мартин Лютер использовал метафору «голубых уток», чтобы описать заблуждение или потерю веры.

### Ордок учту
В киргизском языке Ордок учту или Ордок учту окшойт («Утки взлетели», «Ну, началось, кажется, утки взлетели») — присказка, намекающая остальным участникам беседы, что кто-то из присутствующих начинает явно привирать.

### «Люгенде»
По предположению немецкого филолога Георга Бюхмана, слово происходит от термина Lügenda (нем. Lüge — ложь), который Мартин Лютер использовал в одной из своих речей (вместо слова «легенда») для описания чудес св. Франциска. Затем это слово использовалось в 1672 году Гриммельсгаузеном как Lugende, а в 1696 году Кристиан Ройтер видоизменил его до Lüge-Ente, которое впоследствии было сокращено до Ente — «утка». Сохранив свой смысл (неправдоподобная выдумка, враньё) оно сначала перекочевало во французский язык, а в XIX веке «французская утка» была переведена на русский язык и слово «утка» получила второе значение.

### Статья о новом способе ловли уток
В 1776 году французская «Земледельческая газета» опубликовала статью, в которой предлагала читателям опробовать новый, до сих пор неизвестный способ ловли уток. Он заключался в следующем: перед охотой в специальном зелье (являющемся слабительным) нужно было отварить жёлудь, привязать к нему верёвку и использовать в качестве приманки для утки. Проглотившая жёлудь утка начинала мучиться, и он покидал её кишечник, после чего становился добычей другой утки. Таким образом, по заверению авторов статьи, некий судебный пристав поймал на верёвку двадцать уток, которые чуть было не унесли его в небо. С тех пор эти утки стали синонимами ложных новостей.
Такой же способ ловли уток приписывается барону Мюнхгаузену (имя стало нарицательным и обозначает завравшегося лгуна), только вместо жёлудя барон использовал кусок сала.

## Знаменитые газетные утки

### Снос Великой Китайской стены
Газетная утка, опубликованная всеми газетами Денвера 25 июня 1899 года о сносе Великой китайской стены и постройки на её месте автодороги. «Утка» была подхвачена и европейскими изданиями.

### Большое лунное надувательство
Серия из шести очерков, опубликованных в нью-йоркской газете «Sun», первый из которых вышел из печати 25 августа 1835 года, об открытии жизни и цивилизации на Луне.

### San Serriffe
San Serriffe — остров-государство, созданный журналистами газеты The Guardian в качестве первоапрельской шутки 1977 года. Профессор Дональд Кнут выписывает наградные чеки от имени банка, расположенного на Сан-Шериффе.

### Часы Биг-Бен станут электронными
В 1980 году телекомпанией ВВС было объявлено о замене механических часов знаменитого Биг-Бена на электронные. Такое решение властей журналисты связывали с желанием идти в ногу со временем. Британская общественность пришла в ужас. В редакцию поступали звонки с протестами. Такое действие было расценено, как посягательство на святыню. Однако в числе звонивших были и те, кто не прочь был бы приобрести части легендарного Биг-Бена.

### Татуировка взамен пожизненной скидки
В апреле 1994 году американская радиостанция National Public Radiо сообщила, что компания Pepsi объявляет акцию. Все, сделавшие татуировку в виде логотипа компании себе на ухе, смогут получить скидку в 10 % на всю оставшуюся жизнь. В течение всего месяца в редакцию звонили выполнившие условия акции, чтобы забрать свои честно заработанные призы.

### Власти штата Алабама собираются изменить значение числа Пи
В 1998 году в журнале New Mexicans for Science and Reason вышла статья, о том что власти штата Алабама хотят изменить значение числа Пи. Власти назвали нынешнее значение «не христианским», намереваясь округлить число до «библейского значения» 3,0. Статья наделала много шума, разойдясь по Интернету. Со всего мира начали поступать письма и звонки протестующих.

### Раскрыта тайна происхождения «1 апреля»
В 1983 году агентство Associated Press назвало имя учёного, раскрывшего историческую загадку происхождения самой весёлой даты в году. Профессор истории Бостонского Университета Джозеф Боскин утверждал, что начало Дню Дурака дал император Константин, после того, как его придворный шут сказал, что смог бы управлять империей не хуже него самого. Идея так понравилась Константину, что тот разрешил шуту царствовать, но только один раз в год — 1 апреля. Новость была перепечатана почти всеми изданиями США. Лишь позже профессор признался, что в его интервью не было и слова правды.

### Великий Марадона в составе московского «Спартака»
В 1988 году к радости советских футбольных болельщиков газета «Известия» сообщала о возможном переходе Диего Марадоны в состав московского «Спартака». Якобы клуб готов заплатить футболисту 6 миллионов долларов за переход в команду. Позже издание призналось, что разыграло своих читателей. 

### Эйфелеву башню демонтируют
В 1986 году Париж потрясла новость. В газете Le Parisien говорилось о демонтаже башни, которую перевезут в строящийся Диснейленд и соберут заново. Такое решение правительство объясняло удобством местоположения для строительства нового стадиона предстоящей Олимпиады 1992 года. Реакция была незамедлительной. Парижане вздохнули с облегчением, когда узнали, что это лишь розыгрыш.

## Интересные факты
В одном из выпусков программы «Спокойной ночи, малыши!» её персонаж, Каркуша, решила стать журналисткой. Вначале она сфотографировала ведущего в кепке и заявила, что он носит кепку, так как скрывает, что он лысый, а затем стала задавать другому персонажу, Степашке, странные вопросы. За такое поведение её превратили в газетную утку. Передача была подвергнута критике в СМИ; так, обозреватель газеты «Комсомольская правда» посоветовала сценаристам передачи поднимать в таком случае и другие злободневные темы: «Например, в „Спокушках“ ещё не освещали проблему коррупции. Пусть покажут, как Филя стал чиновником и начал брать взятки».